# Bishop Hill
Bishop Hill és una població dels Estats Units a l'estat d'Illinois. Segons el cens del 2000 tenia 125 habitants.

## Demografia
Segons el cens del 2000, Bishop Hill tenia 125 habitants, 56 habitatges, i 38 famílies. La densitat de població era de 89,4 habitants/km².
Dels 56 habitatges en un 23,2% hi vivien nens de menys de 18 anys, en un 60,7% hi vivien parelles casades, en un 7,1% dones solteres, i en un 30,4% no eren unitats familiars. En el 28,6% dels habitatges hi vivien persones soles el 14,3% de les quals corresponia a persones de 65 anys o més que vivien soles. El nombre mitjà de persones vivint en cada habitatge era de 2,23 i el nombre mitjà de persones que vivien en cada família era de 2,69.
Per edats la població es repartia de la següent manera: un 18,4% tenia menys de 18 anys, un 7,2% entre 18 i 24, un 16% entre 25 i 44, un 38,4% de 45 a 60 i un 20% 65 anys o més.
L'edat mediana era de 48 anys. Per cada 100 dones de 18 o més anys hi havia 88,9 homes.
La renda mediana per habitatge era de 47.083 $ i la renda mediana per família de 50.000 $. Els homes tenien una renda mediana de 38.214 $ mentre que les dones 18.750 $. La renda per capita de la població era de 26.145 $. Cap de les famílies estaven per davall del llindar de pobresa.

## Poblacions properes
El següent diagrama mostra les poblacions més properes.